# Love Lifted Me
Love Lifted Me è il primo album in studio da solista del cantante statunitense Kenny Rogers, pubblicato nel 1976.

## Tracce
1. Love Lifted Me – 3:48 (James Rowe, Howard E. Smith, arr. e adatt. Kenny Rogers)
2. Abraham, Martin & John/Precious Memories (medley) – 4:17 (Dick Holler)
3. I Would Like To See You Again – 3:08 (Charlie Craig, Larry T. Atwood)
4. Runaway Girl – 2:48 (George Richey, Larry Butler)
5. The World Needs a Melody – 3:30 (John Thomas Slate, Larry Henley, Red Lane)
6. You Gotta Be Tired – 2:55 (Ed Bruce, Larry Butler)
7. Home-Made Love – 2:29 (Richard Mainegra)
8. While The Feeling's Good – 4:03 (Roger Bowling, Freddie Hart)
9. Heavenly Sunshine – 2:45 (George Richey, Glenn Sutton)
10. There's an Old Man in Our Town – 3:35 (Kenny Rogers)